# Elizaveta Kozhevnikova
Pour les articles homonymes, voir Kojevnikova.
Elizaveta Aleksandrovna Kozhevnikova  (en russe : Елизавета Александровна Кожевникова), née le 27 décembre 1973 à Moscou, est une skieuse acrobatique russe spécialisée dans les épreuves de bosses.

## Biographie
Au cours de sa carrière, elle a notamment remporté une médaille d'argent  lors des Jeux olympiques d'hiver de 1992 à Albertville (France) et une médaille de bronze lors des Jeux olympiques d'hiver de 1994 à Lillehammer (Norvège). Elle arrête sa carrière en 1996 des suites d'une grave blessure au coude. Elle devient par la suite commentatrice sportive.

## Palmarès

### Ski acrobatique
| Édition/Discipline | Bosses |
| ------------------ | ------ |
| JO 1992            | Argent |
| JO 1994            | Bronze |

### Championnats du monde
| Édition/Discipline | Bosses |
| ------------------ | ------ |
| Mondiaux 1991      | 12e    |
| Mondiaux 1993      | 12e    |
| Mondiaux 1995      | 8e     |

### Coupe du monde
- Meilleur classement au général : 20e en 1994.
- Meilleur classement aux bosses : 7e en 1994.
- 5 podiums dont 3 victoires.